# Ouryzja

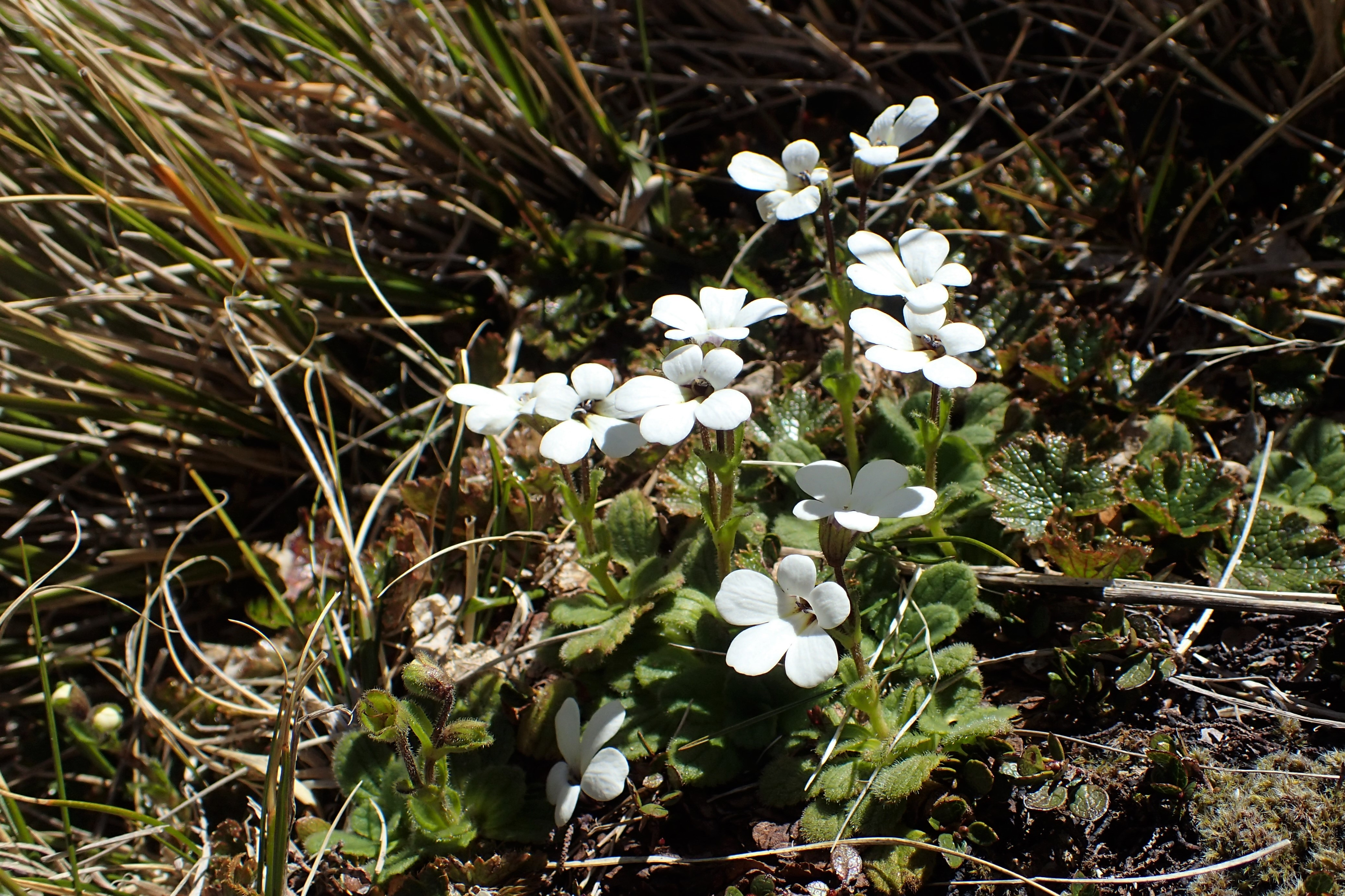
Ourisia simpsonii

Ouryzja (Ourisia) – rodzaj roślin z rodziny babkowatych. Obejmuje 28–32  gatunków. Najwięcej z nich, co najmniej 15, rośnie w Andach w Ameryce Południowej, 12 gatunków występuje na Nowej Zelandii (z czego 11 na Wyspie Południowej), a jeden na Tasmanii. Gatunki andyjskie tworzą dwie grupy zasięgowe – w środkowym Chile i dalej na południu rośnie 10 gatunków, 5 gatunków rośnie w Andach od północnych krańców Chile i Boliwii po Kolumbię i Wenezuelę. Z badań molekularnych wynika, że rodzaj wyewoluował w Andach w środkowej części Chile i stąd rozprzestrzenił się na południe pasma górskiego, a następnie skolonizował Andy w północnej części kontynentu i wyspy nowozelandzkie wraz z Tasmanią (tasmański gatunek jest siostrzany dla wszystkich nowozelandzkich). Mechanizm dyspersji przez Pacyfik (6 tys. km) nie jest znany, nie wyklucza się roli Antarktydy jako pomostu, ale z pewnością dyspersja nastąpiła po rozpadzie Gondwany i raczej za pomocą wiatru (nasiona Ourisia są bardzo drobne). Rośliny te zasiedlają tereny skaliste, zwykle miejsca wilgotne, najczęściej w górach. Sięgają nawet do rzędnych 5000 m n.p.m., ale na wyższych szerokościach geograficznych rosną też na poziomie morza. 
Niektóre gatunki i mieszańce (także między gatunkami nowozelandzkimi i andyjskimi) są uprawiane jako rośliny ozdobne w klimacie chłodnym i wilgotnym. W Polsce uprawiane w ogrodach skalnych lub nieogrzewanych szklarniach.

## Morfologia

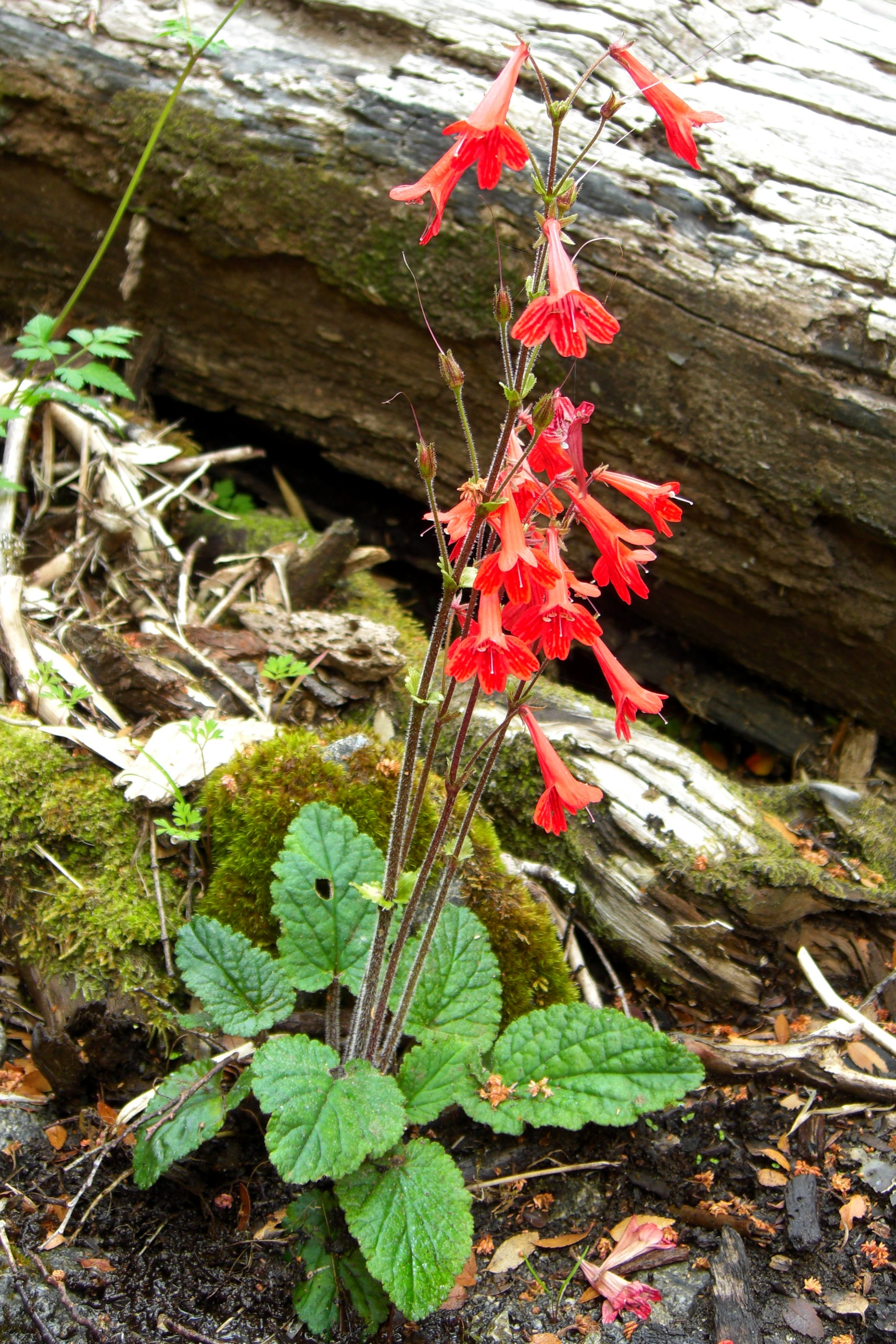
Ourisia coccinea

PokrójByliny (rzadko drewniejące u nasady) o płożącym zwykle na powierzchni gleby kłączu, w efekcie tworzące często darnie z pędami kwiatostanowymi osiągającymi do 60 cm wysokości.
LiścieNaprzeciwległe lub w okółkach, długoogonkowe, pojedyncze, całobrzegie lub karbowane, z wyraźnym użyłkowaniem.
KwiatyWyrastają w okółkach lub parach w górnej części łodygi zebrane w baldachokształtne grona, rzadziej pojedynczo w kątach liści. Działek kielicha jest pięć i zrośnięte są tylko u nasady. Płatki korony zrośnięte są na większej ich długości w rurkę. Trzy płatki na końcu tworzą dolną wargę, dwa – górną. Rurka korony ucięta, wewnątrz owłosiona. Płatki mają barwę białą, różową lub czerwoną. Pręciki są cztery, w dwóch parach, osadzone u nasady rurki korony. Piąty pręcik zredukowany do drobnego prątniczka. Zalążnia górna, dwukomorowa, z licznymi zalążkami i pojedynczą, długą szyjką słupka zakończoną główkowatym znamieniem.
OwoceTorebki otwierające się dwoma klapami, zawierające liczne i drobne nasiona.

## Systematyka
Rodzaj z rodziny babkowatych Plantaginaceae, dawniej w szeroko ujmowanej rodzinie trędownikowatych Scrophulariaceae. Dzieli się na dwa podrodzaje – subg. Suffruticosae (trzy gatunki krzewinkowe ze środkowego Chile, siostrzane wobec reszty rodzaju) i subg. Ourisia (rośliny zielne).
Wykaz gatunków
- Ourisia alpina Poepp. & Endl.
- Ourisia biflora Wedd.
- Ourisia breviflora Benth.
- Ourisia caespitosa Hook.f.
- Ourisia calycina Colenso
- Ourisia chamaedrifolia Benth.
- Ourisia coccinea (Cav.) Pers.
- Ourisia × cockayneana Petrie
- Ourisia colensoi Hook.f.
- Ourisia confertifolia Arroyo
- Ourisia cotapatensis Meudt & S.Beck
- Ourisia crosbyi Cockayne
- Ourisia fragrans Phil.
- Ourisia fuegiana Skottsb.
- Ourisia glandulosa Hook.f.
- Ourisia goulandiana Arroyo
- Ourisia integrifolia R.Br.
- Ourisia lactea Cockayne & Allan
- Ourisia macrocarpa Hook.f.
- Ourisia macrophylla Hook. – ouryzja wielkolistna[4]
- Ourisia microphylla Poepp. & Endl.
- Ourisia modesta Diels
- Ourisia muscosa Benth.
- Ourisia polyantha Poepp. & Endl.
- Ourisia × prorepens Petrie
- Ourisia pulchella Wedd.
- Ourisia pygmaea Phil.
- Ourisia remotifolia Arroyo
- Ourisia ruellioides (L.f.) Kuntze
- Ourisia serpyllifolia Benth.
- Ourisia sessilifolia Hook.f.
- Ourisia simpsonii (L.B.Moore) Arroyo
- Ourisia spathulata Arroyo
- Ourisia vulcanica L.B.Moore